# هوهانس هاروتیونیان (بازیکن فوتبال)
هوهانس هاروتیونیان (ارمنی: Հովհաննես Հարությունյան؛ زادهٔ ۲۵ مهٔ ۱۹۹۹ در ارمنستان) بازیکن فوتبال در پست هافبک اهل ارمنستان است.

## باشگاهی
از باشگاه‌هایی که در آن بازی کرده‌است می‌توان به باشگاه فوتبال میکا و باشگاه فوتبال پیونیک اشاره کرد.

## تیم ملی
وی همچنین در تیم‌های ملی فوتبال زیر ۱۷ سال ارمنستان، زیر ۱۹ سال ارمنستان، زیر ۲۱ سال ارمنستان و تیم ملی فوتبال ارمنستان بازی کرده‌است. هاروتیونیان نخستین بازی ملی خود را که یک بازی دوستانه بود در تاریخ ۲۴ مارس ۲۰۲۲ در ایروان در مقابل مقدونیه شمالی انجام داده‌است.